# Siergiej Łogaczow
Siergiej Siergiejewicz Łogaczow, ros. Сергей Сергеевич Логачёв (ur. 7 lutego 1995 w Błagowieszczeńsku) – rosyjski żużlowiec, występujący również na torach lodowych.
Brązowy medalista indywidualnych mistrzostw Europy juniorów (Lamothe-Landerron 2016). Złoty medalista indywidualnych mistrzostw Rosji (Oktiabrskij 2020).

## Życiorys
Wychowanek klubu Wostok Władywostok, który reprezentuje od 2013 roku. W polskiej lidze żużlowej startował od 2016 roku, reprezentując kluby: KSM Krosno (2016), SK Lokomotīve Dyneburg (2017), Wanda Kraków (2018) oraz ROW Rybnik (2019–2021). W sezonie 2020 startując w barwach rybnickiego klubu, odjechał swój pierwszy sezon w Ekstralidze. Ukończył go ze średnią biegową 1,488. Reprezentował Rosję w Speedway of Nations 2021. Występował również w indywidualnych mistrzostwach Europy 2021, które ukończył na 8. miejscu. W sezonie 2022 nadal miał reprezentować rybnicki klub, jednak z powodu inwazji Rosji na Ukrainę rosyjscy zawodnicy zostali zawieszeni przez FIM do odwołania.